# 洪峰 (政治人物)
洪峰（1954年11月—），安徽绩溪人，中国农业大学农业经济管理学院毕业，农学硕士。1972年11月，入中国人民解放军服役；1974年9月，在军队中加入中国共产党。曾任中共陕西省委常委、陕西省人民政府副省长，北京市副市长。现任北京市协调推进新机场建设工作领导小组常务副组长、北京市新机场建设总指挥部总指挥。

## 生平

### 早年经历
洪峰16岁时，进入安徽省黄山发电设备厂当工人；18岁应征入伍，被分配到解放军陆军第149师步兵第445团服役；1974年9月，在军队中加入中国共产党。1975年，洪峰获推荐，以工农兵学员身份进入武汉大学政治经济学系学习。
大学毕业后，洪峰回到部队；历任步兵445团排长、政治处干事，149师政治部秘书，陆军第50军政治部干事，陆军第150师炮兵团政治处宣传股长，湖北省军区政治部干事等职。在1985年“百万大裁军”的背景下，洪峰转业地方，并开启从政之路。

### 从政经历
1985年9月，洪峰进入湖北省物价局工作；历任研究所副所长，局秘书科科长，办公室副主任、主任。1991年，调国家物价局；历任综合司综合处处长，物价局办公室副主任兼政研室主任，市场司筹备组副组长。1994年，国务院机构改革，物价局并入原国家计划委员会，洪峰出任国家计委市场与价格调控司副司长；1996年，升任司长。 1995年至1998年间，洪峰完成了中国农业大学农业经济管理学院经济管理专业的学习，获农学硕士学位；1997年9月至1998年7月，还曾在中共中央党校一年制中青年干部培训班进修。
1998年8月，洪峰调陕西省工作，被任命为陕西省人民政府省长助理、兼省计划委员会主任；2003年1月，在第十届陕西省人民代表大会第一次会议上，当选副省长；2007年5月起，出任中共陕西省委常委、陕西省副省长、省政府党组成员。  2011年1月，56岁的洪峰辞去了副省长职务。媒体评价他在陕西工作的12年官声清誉；在西部大开发的背景下，“工作繁重”，“为陕西倾注付出良多”。
2011年2月16日，经市长郭金龙提名，第十三届北京市人大常委会第23次会议通过表决，任命洪峰为北京市副市长；2013年1月，卸任，但依然担任北京市政府党组成员，并负责北京市新机场的建设项目。

## 观点
2010年4月27日，在由全国政协经济委员会和重庆市共同举办“西部大开发和新的增长极”高层论坛上，洪峰批评现有的财政税收制度阻碍了西部地区经济的发展。他认为，
中央推行的西煤东送、西电东输、西气东输、南水北调等西部大开发的标志性工程，犹如抽水机，将西部优势资源形成的税收源源不断地抽走，造成了东西部收入差距拉大。